# Jacques Dondoux
 (décembre 2008).
Si vous disposez d'ouvrages ou d'articles de référence ou si vous connaissez des sites web de qualité traitant du thème abordé ici, merci de compléter l'article en donnant les références utiles à sa vérifiabilité et en les liant à la section « Notes et références ».
Jacques Dondoux, né le 16 novembre 1931 à Lyon et mort le 21 mai 2002 à Annonay, est un ingénieur et homme politique français. Après une carrière au sein de l'administration des télécommunications le menant au poste de Directeur général des Télécommunications, il est ensuite député de l'Ardèche en 1997, puis secrétaire d'État au Commerce extérieur dans le gouvernement Jospin.

## Biographie
Jacques, Marcel Dondoux est polytechnicien (promotion 1951) et ingénieur de l’École nationale supérieure des télécommunications (promotion 1956).  
Ingénieur général des télécommunications le 1er janvier 1971, il est l’un des maîtres d’œuvre du plan d’extension du réseau téléphonique français et du plan-câble. 
Jacques Dondoux accomplit ses études secondaires au lycée de Roanne puis au lycée Pothier à Orléans.
En octobre 1956, il commence sa carrière professionnelle, en qualité d'ingénieur au Centre national d'études des télécommunications (CNET). Il est promu ingénieur en chef des télécommunications vers 1964, puis ingénieur général des télécommunications à la fin de 1971.
Entre 1962 et 1967, il est nommé chef du Département Recherches sur les machines électroniques, puis devient adjoint du directeur du CNET en 1968 avant d'en devenir le directeur le 22 décembre 1971 à la suite du départ de Louis-Joseph Libois nommé nouveau directeur général des Télécommunications.
Également professeur, il enseigne à l’École nationale supérieure de l'aéronautique, à l'École des ponts et chaussées ainsi qu'à l’École nationale supérieure des télécommunications (en tant que professeur principal de l'option Informatique).
Jacques Dondoux est le co-auteur du livre Introduction à l'informatique, structures et programmation des ordinateurs, préfacé par le ministre des P&T Robert Galley.
Le 16 octobre 1974, le président de la République Valéry Giscard d'Estaing lui préfère Gérard Théry comme Directeur général des Télécommunications et l’éloigne à l’inspection générale. Membre du Haut Conseil de l'audiovisuel de 1973 à 1976, il prend sa revanche le 7 août 1981 quand le président François Mitterrand remercie Gérard Théry et le nomme directeur général des télécommunications (avant que la Direction générale des Télécommunications (DGT) ne devienne un exploitant autonome de droit public puis une société anonyme sous le nom de France Télécom). 
C’est lui qui va permettre le développement du précurseur d’Internet qu’est alors le Minitel, en imaginant le fameux « kiosque » qui rapportera de gros gains aux Télécommunications françaises. 
Il conduit aussi pendant ces années la mise au point des premiers satellites français de télécommunication, et en partenariat avec les Télécommunications allemandes, de la norme GSM qui permettra plus tard l’explosion de la téléphonie mobile.
Il reste cinq ans à ce poste, protégé par le président de la République, malgré la vive opposition de son ministre de tutelle, Louis Mexandeau. 
Le 15 décembre 1986, la cohabitation met fin à ses fonctions et il se replie sur la présidence de l’Institut de recherches économiques et sociales sur les télécommunications (IREST) et de l’Observatoire mondial des systèmes de communication (OMSYC). Tout au long de sa carrière, il cumule ses responsabilités avec des sièges au CNES et au CNRS.
En outre, il est membre du conseil de surveillance d’Alcatel depuis 1987, et administrateur de Thomson depuis 1989. 
Cet homme d’influence est aussi maire de Saint-Agrève, dans l'Ardèche, et conseiller général du canton de Saint-Agrève de 1988 à son décès en 2002. Il se présente une première fois à la députation lors des législatives de 1988, sans étiquette mais avec le soutien du Parti socialiste. Il adhère au PRG en 1996, au moment où ce parti procède aux investitures, et est investi comme candidat d’union PRG-PS. 
À la suite de la dissolution de l'Assemblée nationale par le président Jacques Chirac et aux législatives qui suivent, il est élu le  1er juin 1997, député de la deuxième circonscription de l'Ardèche, puis est nommé secrétaire d'État au Commerce extérieur dans le gouvernement de Lionel Jospin. Deux ans plus tard, il est remplacé par François Huwart lors du remaniement du 28 juillet 1999.
De nouveau candidat aux élections législatives en juin 2002, Jacques Dondoux décède brutalement trois semaines avant le premier tour, le 21 mai, à 70 ans,  d’une hémorragie cérébrale.

## Famille
Son frère, le conseiller d’État Philippe Dondoux, a appartenu à divers cabinets ministériels gaullistes. À l'époque maître des requêtes au Conseil d'État, il a rédigé en 1978 les conclusions du fameux arrêt « GISTI »  du 8 décembre 1978 par lequel le Conseil d'État a affirmé le principe général du droit à mener une vie familiale normale dans le cadre du regroupement familial des travailleurs immigrés, permettant ainsi d'annuler un décret de 1977 par lequel le Gouvernement subordonnait l'entrée des conjoints et enfants de travailleurs immigrés à la promesse que ceux-ci ne tenteraient pas d'y chercher un emploi. 

## Réalisations
Il participe à la création des deux premiers commutateurs téléphoniques européens à programme de fonctionnement enregistré dans une mémoire électronique (prototypes SOCRATE et ARISTOTE), puis collabore à l'étude du premier commutateur téléphonique électronique de type spatial parisien (prototype PÉRICLES Michelet) ainsi qu'à celle du premier commutateur téléphonique de type temporel entièrement électronique du monde (prototypes PLATON). Dans le domaine informatique, il collabore à la conception des calculateurs RAMSES I, RAMSES II et RME XI.

### Décorations
- Commandeur de la Légion d'honneur promu par décret du 29 mars 1993 (NOR: PREX9310952D)
- Commandeur de l'ordre national du Mérite promu par décret du 23 décembre 1989
- Chevalier de l'ordre des Palmes académiques

## Arts et littérature
Jacques Dondoux apparait dans Comédies Françaises, un roman d’Eric Reinhardt publié en 2020 aux Éditions Gallimard, consacré au lobbying, qui raconte comment Ambroise Roux patron de la CGE a obtenu du président Valéry Giscard d'Estaing en 1974-1975, au début des surfacturations aux PTT, l'abandon du Plan Calcul, d'Unidata, de la Délégation Générale à l'Informatique, et du Réseau Cyclades.